# Juramento de Salisbury
O juramento de Salisbury refere-se a um evento ocorrido em agosto de 1086, quando o rei Guilherme, o Conquistador convocou seus tenentes-chefes e "proprietários de terras de qualquer título" para Salisbury, onde juraram lealdade a ele e serem leais contra todos os outros homens. O juramento foi exigido em um momento de crise, quando o Conquistador estava enfrentando revoltas e invasão. Parece haver pouca dúvida de que ele foi concebido como uma garantia prática e um lembrete, e não como uma declaração constitucional.